# Osječka liječnička afera
Osječka liječnička afera je naziv za organiziranu akciju proustaških liječnika u Osijeku protiv liječnika Židova koji su živjeli i radili u ovom gradu, a zbila se u Nezavisnoj Državi Hrvatskoj tijekom Drugog svjetskog rata.

## Ciljevi
Ciljevi afere bilu su:
- Prisvajanje odlično opremljenih ordinacija od strane proustaških liječnika, što je predstavljalo poseban vid pljačke
- Sustavno zlostavljanje i ponižavanje Židova
- Sustavno istrebljenje Židova, u cilju rasne čistoće zdravstvene službe Nezavisne Države Hrvatske.

## Povjest
Do početka Drugog svjetskog rata u Osijeku je radilo oko 40 liječnika Židova, od kojih je u 1942. godini u tom gradu ostalo samo njih četiri. Neki su odvedeni u konc-logore, ili su uključeni u sustav ekipe za suzbijanje endemskog sifilisa u Bosni i Hercegovini, dok je manji broj uspio prebjeći na teritorije pod talijanskom okupacijom.
Aferu, odnosno akciju pokrenula je grupa ustaških liječnika u Osijeku 1942. koju su predvodili dr Zvonimir Senić i dr Ivanović. Naime, oni su uputili zahtjev Glavnom ravnateljstvu za javni red i sigurnost u Zagrebu "da se i navedena četiri liječnika Židova upute u konc-logor u interesu rasne čistoće zdravstvene službe NDH".